# Ла-Бардж
Ла-Бардж (англ. La Barge) — місто (англ. town) в США, в окрузі Лінкольн штату Вайомінг. Населення — 394 особи (2020).

## Географія
Ла-Бардж розташована за координатами 42°15′39″ пн. ш. 110°11′50″ зх. д. / 42.26083° пн. ш. 110.19722° зх. д. (42.260779, -110.197203).  За даними Бюро перепису населення США в 2010 році місто мало площу 2,58 км², з яких 2,51 км² — суходіл та 0,07 км² — водойми.

## Демографія
Згідно з переписом 2010 року, у місті мешкала 551 особа в 233 домогосподарствах у складі 141 родини. Густота населення становила 214 особи/км².  Було 290 помешкань (112/км²).
Расовий склад населення:
| - 92,4 % — білих - 4,4 % — корінних американців - 0,4 % — чорних або афроамериканців |

До двох чи більше рас належало 2,0 %. Частка іспаномовних становила 4,4 % від усіх жителів.
За віковим діапазоном населення розподілялося таким чином: 26,5 % — особи молодші 18 років, 64,1 % — особи у віці 18—64 років, 9,4 % — особи у віці 65 років та старші. Медіана віку мешканця становила 37,8 року. На 100 осіб жіночої статі у місті припадало 116,9 чоловіків;  на 100 жінок у віці від 18 років та старших — 121,3 чоловіків також старших 18 років.
Середній дохід на одне домашнє господарство  становив 65 626 доларів США (медіана — 57 500), а середній дохід на одну сім'ю — 65 788 доларів (медіана — 56 250). Медіана доходів становила 58 000 доларів для чоловіків та 29 453 долари для жінок. За межею бідності перебувало 8,6 % осіб, у тому числі 7,6 % дітей у віці до 18 років та 0,0 % осіб у віці 65 років та старших.
Цивільне працевлаштоване населення становило 221 осіб. Основні галузі зайнятості: сільське господарство, лісництво, риболовля — 31,7 %, будівництво — 12,2 %, транспорт — 10,9 %, роздрібна торгівля — 10,9 %.
За даними перепису 2000 року,
на території муніципалітету мешкало 431 людей, було 168 садиб та 113 сімей.
Густота населення становила 191,3 осіб/км². Було 234 житлових будинків.
У 41,1% садиб проживали діти до 18 років, подружніх пар, що мешкали разом, було 56,5 %,
садиб, у яких господиня не мала чоловіка — 6,5 %, садиб без сім'ї — 32,7 %.
Власники 26,8 % садиб мали вік, що перевищував 65 років, а в 5,4 % садиб принаймні одна людина була старшою за 65 років.
Кількість людей у середньому на садибу становила 2,57, а в середньому на родину 3,19.
Середній річний дохід на садибу становив 38 542 доларів США, а на родину — 45 179 доларів США.
Чоловіки мали дохід 47 222 доларів, жінки — 18 438 доларів.
Дохід на душу населення був 18 837 доларів.
Приблизно 9,2 % родин та 12,3 % населення жили за межею бідності.
Серед них осіб до 18 років було 13,2 %, і понад 65 років — 8,6 %.
Середній вік населення становив 38 років.